# Surring
En surring er en fastgøring af gods i et lastrum eller andre emner om bord på et skib. Surringen kan foretages med et stykke reb, en kæde, en stang, en wire, eller en strop.